# ب‌ام‌و سری ۳ (ای۳۰)

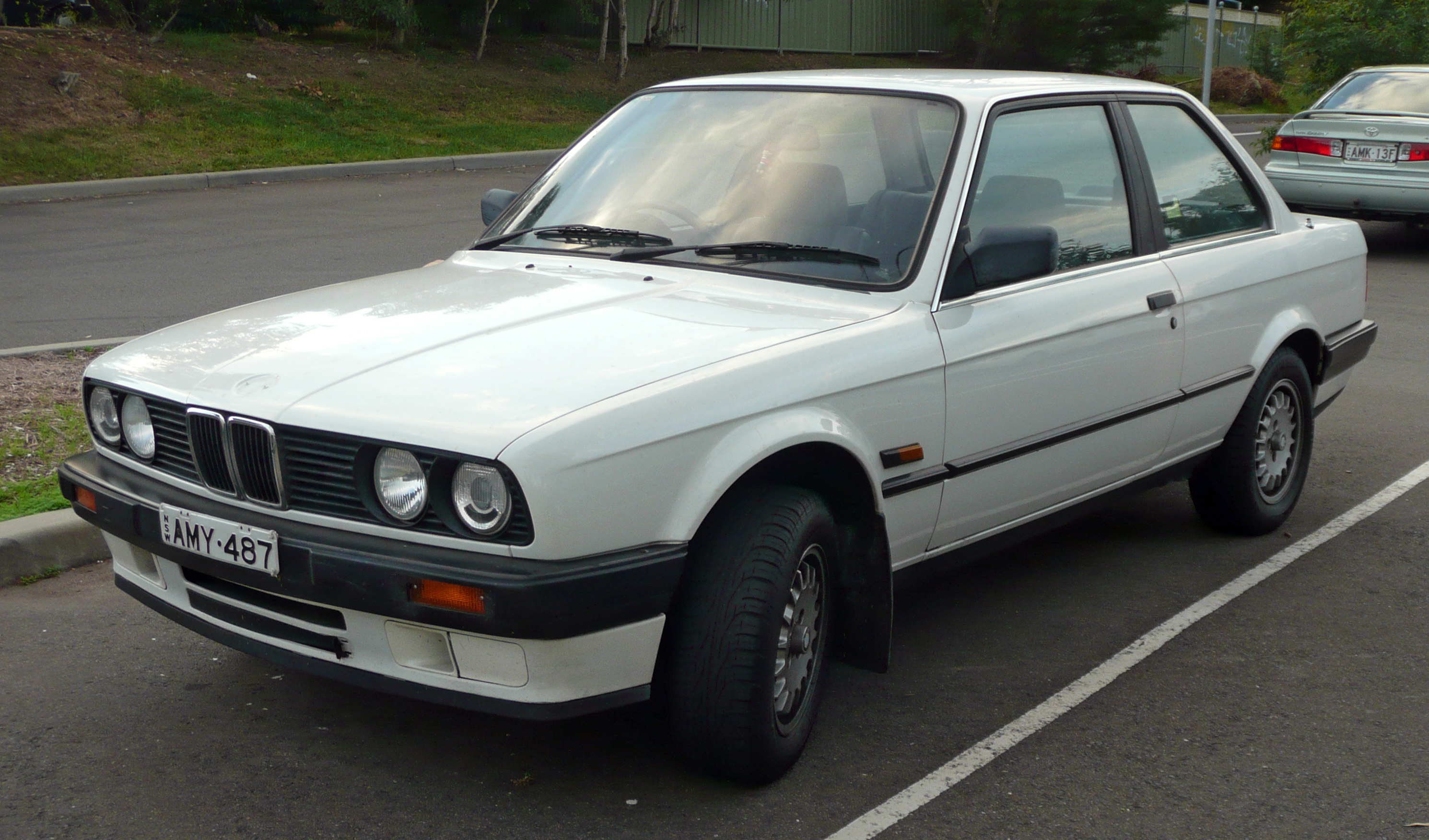

ب‌ام‌و سری ۳ (ای۳۰) (BMW 3 Series (E30)) یک خودرو است که در سال‌ های ۱۹۸۲ تا ۱۹۹۴ تولید شده‌ است.
طراحی آن موتور جلو، طول آن در حالت طبیعی ۴٬۴۵۰ میلیمتر (۱۷۵٫۲ اینچ) و عرض آن در حالت طبیعی ۱٬۶۴۶ میلیمتر (۶۴٫۸ اینچ) و ارتفاع آن در حالت طبیعی ۱٬۳۷۹ میلیمتر (۵۴٫۳ اینچ) است. سیستم جعبه‌دندهٔ آن ۵ دنده به دو صورت خودکار و دستی است. ب ام و ای ۳۰ اولین سری ب ام و بوده که موتور سری ام پاور بر روی ان نصب شده که ۴ سیلندر خطی بوده است. این خودرو دارای موتورهای ۴ و ۶ سیلندر است.